# Энергия (баскетбольный клуб)
«Энергия» — российский женский баскетбольный клуб города Иваново. С сезона 2025/26 клуб вернулся в Премьер лигу.

## История
Команда из Иванова дебютировала в женском баскетбольном чемпионате России в сезоне 1994/95 годов под названием «Изабена» (аббревиатура Ивановского завода безалкогольных напитков), заняв 12-е место в Высшей лиге. С 1996 по 2000 год команда в силу тяжёлого финансового положения не играла в профессиональном чемпионате, выступая вместо этого в Студенческой баскетбольной лиге России за Ивановский государственный энергетический университет. С тех пор за ней закрепилось название «Энергия», которое она официально носит с 2001 года.
В 2001 году ивановский клуб вернулся в профессиональный чемпионат России. В свой первый сезон после возвращения команда в основном состояла из студенток ИГЭУ и заняла в Высшей лиге 11-е место. Увеличение бюджета и появление сильных профессиональных игроков позволили «Энергии» в следующие сезоны сначала подняться на шестое, а затем на четвёртое место. В сезоне 2004/05 клуб занял в Высшей лиге первое место и получил право на выступление в Суперлиге — втором дивизионе российского женского баскетбола.
В свои первые два года в Суперлиге «Энергия» занимала места в середине итоговой таблицы. В сезоне 2007/8 годов, начав год неудачно, ивановские девушки выиграли затем 11 матчей подряд и вышли в плей-офф суперлиги, где им преградил дорогу пензенский «Спартак». В сезоне 2008/9 годов лига разделилась на Суперлигу А и Суперлигу Б, в которой «Энергия» заняла итоговое четвёртое место. В этом же году представительницы ИГЭУ пробились от ЦФО в Суперфинал чемпионата Студенческой баскетбольной ассоциации России.
В сезоне 2009/10 годов в клуб пришли именитые баскетболистки с опытом выступлений в высших дивизионах российского чемпионата и Еврокубках — Алла Гаврилица, Любовь Смородина, мастер спорта международного класса Юлия Лукина, Валентина Лещева. В борьбе с ногинским «Спартаком» и московской «Глорией» ивановский клуб завоевал второе место в Суперлиге. В сезоне 2010/11 годов «Энергия», располагавшая бюджетом в 21 миллион рублей, из которых 11 были выделены областным руководством, выиграла чемпионат Суперлиги, победив в своих последних 14 играх, и была официально допущена к участию в Премьер-лиге следующего сезона.
Команда выступала в Премьер-лиге до сезона 2015/16. В этом сезоне «Энергия» также приняла участие в розыгрыше Кубка Европы, однако отсутствие финансирования привело к уходу из клуба в середине сезона сразу восьми игроков основного состава, а к его концу — 19 игроков и 6 тренеров. «Энергия» заняла последнее место в Премьер-лиге, а на следующий год вообще не участвовала в чемпионате России. Только в сезоне 2017/18 возобновилось её участие в ранге фарм-клуба московского «Динамо» — команда выступала в Суперлиге-2 под названием «Динамо-Энергия», заняв там последнее место.
В сезоне 2020/2021 команда вернула себе прежнее название и перешла играть в Суперлигу-1. Ряд игроков команды (Полина Исаева, Маргарита Галенко, Елена Мухина и др.) получали вызовы в расположение юниорских и молодежной сборной России.
В конце сентября 2022 года «Энергия» завоевала серебро на дебютном Кубке Д.Я. Берлина: в этом турнире принимали участие команды из Суперлиги и Высшей лиги. Оранжево-черные, как финалистки турнира, получили путевку в 1/8 финала Кубка России. На этой стадии они сыграют с клубом Премьер-Лиги сыктывкарской «Никой». По итогам сезона в Суперлиге команда смогла добиться прогресса в игре и в результатах, но по итогам регулярного чемпионата она стала девятой, не попав в плей-офф. Летом 2023 года «тигриц» вновь возглавила Елена Ворожцова, ранее уже занимавшая должность главного тренера. В межсезонье команда пополнилась тремя баскетболистками (в том числе и бывшим игроком МБА, участницей Летней Универсиады 2017 года Екатериной Сафоновой). В свою очередь клуб лишился Маргариты Галенко и Яны Голяковой, принявших решение продолжить карьеру в других местах. В сезоне 2023/24 команда впервые после возвращения в Суперлигу вышла в плей-офф. На стадии 1/8 финала оранжево-черные дома крупно обыграли ногинский "Спартак" (82:64), однако на выезде они уступили с большей разницей (45:68) и по сумме двух матчей вылетели из борьбы за медали. По итогам сезона "Энергия" заняла десятое место.
После окончания чемпионата стало известно, что новым наставником ивановок стал 35-летний белорус Артём Завадский, ранее не работавший со взрослыми командами в чемпионатах страны, а Ворожцова осталась в тренерском штабе. После окончания контрактов «Энергия» рассталась с Сафоновой, Викторией Дорофеевой и Валерией Петровой, а капитан София Буторина приняла решение перейти в другую команду. В конце сентября оранжево-черные во второй раз в истории вышли в финал Кубка Берлина, в котором они уступили «Чевакате» (58:71). В рамках чемпионата «Энергия» заняла третье место в его регулярной части, а в плей-офф дошла до финала, где в двух овертаймах подряд проиграла «Чевакате». Этот результат стал для команды лучшим в подэлитном дивизионе за последние 14 лет. Во втором финальном матче против вологодского коллектива был установлен рекорд посещаемости команды на домашних матчах. 30 апреля Дворец игровых видов спорта посетило 1232 зрителя. Благодаря второму месту команда получила право на возвращение в элиту спустя девять лет. 30 июля «Энергия» была официально включена в число участников Фонбет Премьер-Лиги 2025/26 гг.. Ее новым тренером стал ассистент наставника женской сборной России Дмитрий Шумихин.

### Чемпионат и Кубок России
| Сезон   | Лига           | Место | Кубок*                | Примечания              |
| ------- | -------------- | ----- | --------------------- | ----------------------- |
| 2001/02 | Высшая лига    | 11    |                       |                         |
| 2002/03 | Высшая лига    | 6     |                       |                         |
| 2003/04 | Высшая лига    | 4     | 1/64 финала           |                         |
| 2004/05 | Высшая лига    | 1     | 1/8 финала (III этап) | Вышел в Суперлигу Б     |
| 2005/06 | Суперлига Б    | 8     | 1/16 финала           |                         |
| 2006/07 | Суперлига Б    | 8     | отборочный этап       |                         |
| 2007/08 | Суперлига Б    | 5     | отборочный этап       |                         |
| 2008/09 | Суперлига Б    | 4     | отборочный этап       |                         |
| 2009/10 | Суперлига Б    | 2     |                       |                         |
| 2010/11 | Суперлига      | 1     | групповой турнир      | Вышел в Премьер-лигу    |
| 2011/12 | Премьер-лига   | 10    | 1/4 финала            |                         |
| 2012/13 | Премьер-Лига   | 7     | 1/8 финала            |                         |
| 2013/14 | Премьер-Лига   | 8     | 1/8 финала            |                         |
| 2014/15 | Премьер-Лига   | 6     | 1/8 финала            |                         |
| 2015/16 | Премьер-Лига   | 12    | групповой этап        | Расформирование команды |
| 2016/17 | Первенство ЦФО | 6     |                       |                         |
| 2017/18 | Суперлига-2    | 11    |                       |                         |
| 2018/19 | Суперлига-2    | 10    |                       |                         |
| 2019/20 | Суперлига-2    | 5     |                       | Включение в Суперлигу-1 |
| 2020/21 | Суперлига-1    | 14    | групповой этап        |                         |
| 2021/22 | Суперлига-1    | 11    | групповой этап        |                         |
| 2022/23 | Суперлига      | 9     | 1/8 финала            |                         |
| 2023/24 | Суперлига      | 10    | отборочный этап       |                         |
| 2024/25 | Суперлига      | 2     | финал Кубка Берлина   | Вышел в Премьер-лигу    |
| 2025/26 | Премьер-Лига   | -     | -                     |                         |

### Баскетбол 3×3
Параллельно в клубе развивается направление по олимпийскому виду — баскетболу 3×3. Первых серьезных успехов «Энергия» добивалась на юниорском уровне, становясь победителем и призером в первенствах России для игроков не старше 19 лет. В августе 2020 года команда громко заявила о себе среди взрослых. «Тигрицы» стали вице-чемпионками страны. К «серебру» «Энергию» привели Екатерина Кузнецова, Александра Чупрова, Мария Мартынова и Арина Пожилова.
15 мая 2021 года ивановский Дворец игровых видов спорта принял финал Первенства России по баскетболу 3×3 для игроков не старше 23 лет. На домашнем турнире «Энергия» (Екатерина Кузнецова, Александра Чупрова, Влада Сафонова и Евгения Поперечная) завоевала серебряные медали. В решающем матче команда уступила «Самаре» (11:16). В конце июля того же года игрок команды Александра Чупрова получила вызов в сборную России по баскетболу 3×3 (U24).
Летом 2022 года стало известно, что женская сборная Ивановской области за счет высокого рейтинга попала в число участников первой Всероссийской Спартакиады. Региональная команда была составлена на базе игроков «Энергии». В нее вошли София Буторина, Маргарита Галенко, Екатерина Кузьменкова и Александра Чупрова. Соревнования прошли в Москве на площадке «Под Мостом» в олимпийском комплексе «Лужники». На Спартакиаде ивановки вышли из группы, но в 1/4 финала они уступили Московской области со счетом 10:18.
27 ноября 2022 года «Энергия» впервые в своей историю попала в медали на Кубке России по баскетболу 3x3. В первый игровой день турнира в Екатеринбурге команда успешно преодолела групповой этап, обыграв будущего финалиста московских «Матрешек» (13:9) и команду Новосибирского государственного технического университета (20:5). С первого места в своей тройке ивановки вышли в 1/8 финала. На первой стадии плей-офф они разгромили клуб «Moskva» (19:6).
Решающие матчи на турнире состоялись на следующий день. В четвертьфинале «Энергия» соперничала с серебряным призером прошлого чемпионата России и Всероссийской Спартакиады — «Находкой» из Химок. В концовке встречи оранжево-черные уступали соперницам в два очка, но точный бросок Кузнецовой на последний секунде помог ивановкам перевести игру в овертайм, в котором они вырвали победу (18:16). В полуфинале «тигрицы» сразились с будущим обладателем трофея «Самарой». Поединок начался со счета 0:7 в пользу соперниц, но «Энергия» пришла в себя и сравняла счет. Но все же в концовке опытные волжанки нанесли им поражение (14:19). В матче за третье место оранжево-черные одержали досрочную победу над действующими чемпионками страны из «COP-Petersburg» (21:14). Бронзу команде принесли Маргарита Галенко, белоруска Яна Голякова, Екатерина Кузнецова и Александра Чупрова.
В настоящий момент игроки оранжево-черных в составе ивановской команды «ЦССТ-ИГЭУ» принимают участие в международной Единой Континентальной лиги 3x3. В декабре 2024 года они завоевали бронзу в его Суперфинале. Чуть ранее они побеждали на домашнем этапе ЕКЛ 3x3 во Дворце игровых видов спорта.
21 мая Российская Федерация баскетбола совместно с Банком ПСБ и Правительством Ивановской области открыла современный Центр уличного баскетбола на набережной реки Уводь. Торжественную церемонию его запуска посетил Президент РФБ Андрей Кириленко. По словам главы региона Станислава Воскресенского в будущем площадки ЦУБ могут принимать соревнования международного уровня. 24 мая в новом ЦУБ впервые прошли матчи тура чемпионата Ивановской области по баскетболу 3x3.

## Талисман клуба

Вольт в объятии болельщиц

В качестве талисмана клуба выбран тигрёнок по имени Вольт.
В традиционной китайской культуре тигр является символом удачи. Считающийся воплощением “ян", или позитивной энергии, тигр является "солнечным животным" в философии Инь-и-Ян и ассоциируется с солнцем, летом и огнем. Также тигр прекрасно сочетается с «Энергией» по цветам.
Тигренок Вольт появился у ивановской "Энергии" в начале 2010-х годов, одним из первых в женском баскетболе. Он встречает болельщиков перед матчем, он заводит трибуны, он приносит удачу. Он помогал команде выйти в Премьер-лигу. Также в Вольт несёт социальную функцию: с игроками команды посещает ивановские школы, где фотографируется с детьми и участвует в мастер-классах.

## Домашняя площадка
Домашние матчи команда «Энергия» проводит во Дворце игровых видов спорта, который был построен в конце 2020 года. Вместимость главной арены — 2500 зрительских мест. До 2021 года команда принимала соперников в спортивном комплексе «Энергия», одном из немногих в области, который был рассчитан на приём соревнований национального уровня. Вместимость баскетбольного зала — 300 зрительских мест.

## Сотрудники
| Должность         | Страна      | Имя              | Дата рождения |
| Менеджер          | Флаг России | Вера Тюрина      | 04.03.1984    |
| Менеджер          | Флаг России | Наталья Мышкина  | 03.09.1980    |
| Начальник команды | Флаг России | Марина Остащенко | 14.08.1970    |
| Пресс-атташе      | Флаг России | Егор Пелевин     | 10.07.1993    |
| Массажист         | Флаг России | Наталья Хомченко | 14.01.1971    |

## Тренерский штаб
| Должность                  | Страна        | Имя                | Дата Рождения |
| Главный тренер             | Флаг России   | Дмитрий Шумихин    | 29.01.1974    |
| Тренер                     | Флаг Беларуси | Артём Завадский    | 04.09.1988    |
| Тренер основы и резерва    | Флаг России   | Елена Ворожцова    | 31.03.1983    |
| Тренер, ст. тренер резерва | Флаг России   | Александр Снигирёв | 08.01.1984    |
| Тренер по ОФП              | Флаг России   | Дмитрий Чалый      | 23.08.2000    |
| Тренер команды 3x3         | Флаг России   | Владимир Жигилий   | 19.01.1981    |

## Состав

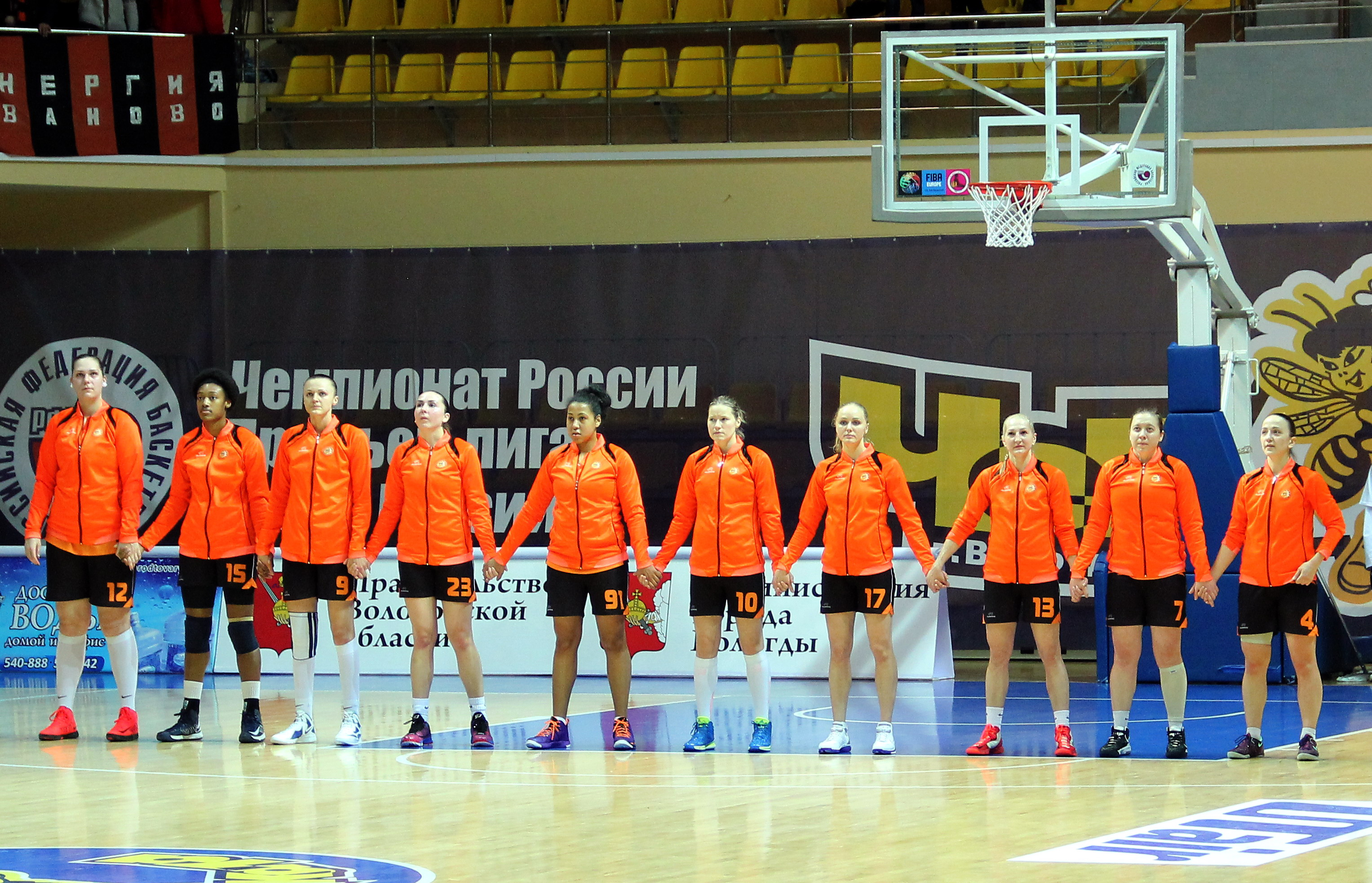
Баскетболистки «Энергии» в 2014 году

| \| Поз. \| № \| Гражд. \| Имя \| Дата рождения (возраст) \| Рост \| Вес \| Звание \| \| ---- \| -- \| ------ \| ----------------------- \| ------------------------- \| ------ \| ----- \| ------ \| \| Ф \| 5 \| \| Мищук Александра \| 7 января 2000 (25 лет) \| 175 см \| 68 кг \| \| \| Ф \| 10 \| \| Рябова Екатерина \| 30 октября 1994 (30 лет) \| 183 см \| 73 кг \| \| \| Ф \| 11 \| \| Розова Анастасия \| 29 апреля 1995 (30 лет) \| 182 см \| 69 кг \| \| \| Ф \| 13 \| \| Кузнецова Екатерина (К) \| 1 июня 2000 (25 лет) \| 178 см \| 75 кг \| \| \| З \| 14 \| \| Сиямкина Александра \| 14 ноября 2001 (23 года) \| 176 см \| 66 кг \| \| \| Ф \| 15 \| \| Осмулькевич Маргарита \| 28 октября 2004 (20 лет) \| 180 см \| 85 кг \| \| \| Ф \| 24 \| \| Переменина Карина \| 24 ноября 2000 (24 года) \| 180 см \| 76 кг \| \| \| Ц \| 25 \| \| Курушина Елизавета \| 16 сентября 2005 (19 лет) \| 187 см \| 86 кг \| \| \| Ф \| 34 \| \| Чернова Ксения \| 12 марта 2002 (23 года) \| 182 см \| 74 кг \| \| \| З \| 44 \| \| Елисеева Александра \| 23 мая 2005 (20 лет) \| 170 см \| 74 кг \| \| \| Ц \| 37 \| \| Жигилий Екатерина \| 5 января 1988 (37 лет) \| 192 см \| 80 кг \| \| \| Ц \| 50 \| \| Бурмакина Алёна \| 13 июля 2004 (21 год) \| 194 см \| 72 кг \| \| \| З \| 77 \| \| Бондарчук Елизавета \| 6 марта 2004 (21 год) \| 176 см \| 62 кг \| \| \| З \| 99 \| \| Кружилина Валерия \| 25 февраля 2004 (21 год) \| 170 см \| 62 кг \| \| | Главный тренер - Дмитрий Шумихин Ассистенты тренера - Артём Завадский - Елена Ворожцова - Александр Снигирёв - Дмитрий Чалый Легенда - (К) — Капитан команды Последнее изменение: 6 августа 2025 года |             |                         |                           |        |       |        |
| Поз. | № | Гражд.      | Имя                     | Дата рождения (возраст)   | Рост   | Вес   | Звание |
| Ф | 5 | Флаг России | Мищук Александра        | 7 января 2000 (25 лет)    | 175 см | 68 кг |        |
| Ф | 10 | Флаг России | Рябова Екатерина        | 30 октября 1994 (30 лет)  | 183 см | 73 кг |        |
| Ф | 11 | Флаг России | Розова Анастасия        | 29 апреля 1995 (30 лет)   | 182 см | 69 кг |        |
| Ф | 13 | Флаг России | Кузнецова Екатерина (К) | 1 июня 2000 (25 лет)      | 178 см | 75 кг |        |
| З | 14 | Флаг России | Сиямкина Александра     | 14 ноября 2001 (23 года)  | 176 см | 66 кг |        |
| Ф | 15 | Флаг России | Осмулькевич Маргарита   | 28 октября 2004 (20 лет)  | 180 см | 85 кг |        |
| Ф | 24 | Флаг России | Переменина Карина       | 24 ноября 2000 (24 года)  | 180 см | 76 кг |        |
| Ц | 25 | Флаг России | Курушина Елизавета      | 16 сентября 2005 (19 лет) | 187 см | 86 кг |        |
| Ф | 34 | Флаг России | Чернова Ксения          | 12 марта 2002 (23 года)   | 182 см | 74 кг |        |
| З | 44 | Флаг России | Елисеева Александра     | 23 мая 2005 (20 лет)      | 170 см | 74 кг |        |
| Ц | 37 | Флаг России | Жигилий Екатерина       | 5 января 1988 (37 лет)    | 192 см | 80 кг |        |
| Ц | 50 | Флаг России | Бурмакина Алёна         | 13 июля 2004 (21 год)     | 194 см | 72 кг |        |
| З | 77 | Флаг России | Бондарчук Елизавета     | 6 марта 2004 (21 год)     | 176 см | 62 кг |        |
| З | 99 | Флаг России | Кружилина Валерия       | 25 февраля 2004 (21 год)  | 170 см | 62 кг |        |

## Все главные тренеры
| Главный тренер     | Период     |
| Евгений Снигирёв   | 2001—2012  |
| Александр Крутиков | 2012—2013  |
| Андрей Долопчи     | 2013—2016  |
| Игорь Сидоркин     | 2016—2017  |
| Вадим Иванов       | 2017       |
| Игорь Сидоркин     | 2018—2020  |
| Елена Ворожцова    | 2020—2022  |
| Евгений Снигирёв   | 2022—2023  |
| Елена Ворожцова    | 2023—2024  |
| Артем Завадский    | 2024—2025  |
| Дмитрий Шумихин    | 2025—н. в. |

## Известные баскетболистки клуба
- Елена Новикова
- Наталья Трофимова
- Кайла Александер
- / Алла Гаврилица
- Елена Беглова
- Елена Береснева
- Александра Марченкова
- Виктория Медведева
- Элен Шакирова
- Джанель Бёрс
- Саманта Прахалис
- / Эшли Пэрис
- Леа Меткалф
- Екатерина Дорогобузова